# Baggy's Rehearsal Sessions
The Baggy's Rehearsal Sessions è un album compilation postumo del musicista statunitense Jimi Hendrix, pubblicato il 25 giugno 2002 dall'etichetta Dagger Records.

## Il disco
L'album contiene registrazioni tratte da due sessioni in studio (il 18 & 19 dicembre 1969) della Band of Gypsys effettuate come prova generale dei concerti al Fillmore East di New York del 31 dicembre 1969 e 1º gennaio 1970.

## Tracce
- Tutti i brani sono opera di Jimi Hendrix, eccetto dove indicato.

1. Burning Desire - 9:33
2. Hoochie Coochie Man (Willie Dixon) - 5:57
3. Message to Love - 4:50
4. Ezy Ryder - 5:32
5. Power of Soul - 7:33
6. Earth Blues - 5:10
7. Changes (Buddy Miles) - 5:20
8. Lover Man - 3:39
9. We Gotta Live Together (Miles) - 0:44
10. Baggy's Jam - 4:55
11. Earth Blues - 6:26
12. Burning Desire - 7:20

## Formazione
- Jimi Hendrix - chitarra, voce, cori di sottofondo sulle tracce 7, e 9
- Buddy Miles - batteria, cori di sottofondo, voce solista sulle tracce 7, e 9
- Billy Cox - basso, cori di sottofondo